# Barrvalltjärnen
Barrvalltjärnen är en sjö i Malung-Sälens kommun i Dalarna och ingår i Dalälvens huvudavrinningsområde. Sjön har en area på 0,0549 kvadratkilometer och ligger 531,3 meter över havet. Sjön avvattnas av vattendraget Barrvallen.

## Delavrinningsområde
Barrvalltjärnen ingår i det delavrinningsområde (677537-137254) som SMHI kallar för Mynnar i Ögan. Medelhöjden är 531 meter över havet och ytan är 13,08 kvadratkilometer. Det finns inga avrinningsområden uppströms utan avrinningsområdet är högsta punkten. Barrvallen som avvattnar avrinningsområdet har biflödesordning 6, vilket innebär att vattnet flödar genom totalt 6 vattendrag innan det når havet efter 438 kilometer. Avrinningsområdet består mestadels av skog (77 procent) och sankmarker (20 procent). Avrinningsområdet har 0,06 kvadratkilometer vattenytor vilket ger det en sjöprocent på 0,4 procent.